# Doryodes spadaria
Doryodes spadaria är en fjärilsart som beskrevs av Achille Guenée 1857. Doryodes spadaria ingår i släktet Doryodes och familjen nattflyn. Inga underarter finns listade i Catalogue of Life.